# Tohama
 (juillet 2020).
Si vous disposez d'ouvrages ou d'articles de référence ou si vous connaissez des sites web de qualité traitant du thème abordé ici, merci de compléter l'article en donnant les références utiles à sa vérifiabilité et en les liant à la section « Notes et références ».
Nadia Altmann, connue sous le nom de scène Tohama (née le 18 novembre 1920 à Neuilly-sur-Seine et morte le 16 mai 1995  à Bruxelles) est une chanteuse franco-belge.

## Biographie
Fille du peintre Alexandre Altmann, Nadia Altmann est emmenée à Bruxelles par sa mère avec toute sa famille peu de temps après le décès de celui-ci (elle n'a alors que douze ans) et travaille dans une maison de couture. 
Très vite, elle participe à différentes revues bruxelloises. Puis son premier disque 78 tours est enregistré dès 1947. Après plusieurs enregistrements le succès considérable de Tu m'apprendras lance sa carrière, souvent accompagnée par l'orchestre de Ludo Langlois. Tohama chante alors en français, en wallon et en anglais.
Par la suite, un dynamisme rare allié à des capacités vocales exceptionnelles lui permet de s'imposer comme l'une des chanteuses de référence des années 50 et de poursuivre une carrière à la fois longue et variée. Des titres comme Étoile des Neiges, Ma petite folie, La petite Marie, Rose-Marie Polka, Un homme est un homme,  Je te-le-le, restent longtemps dans toutes les mémoires.